# Raba (dopływ Wisły)

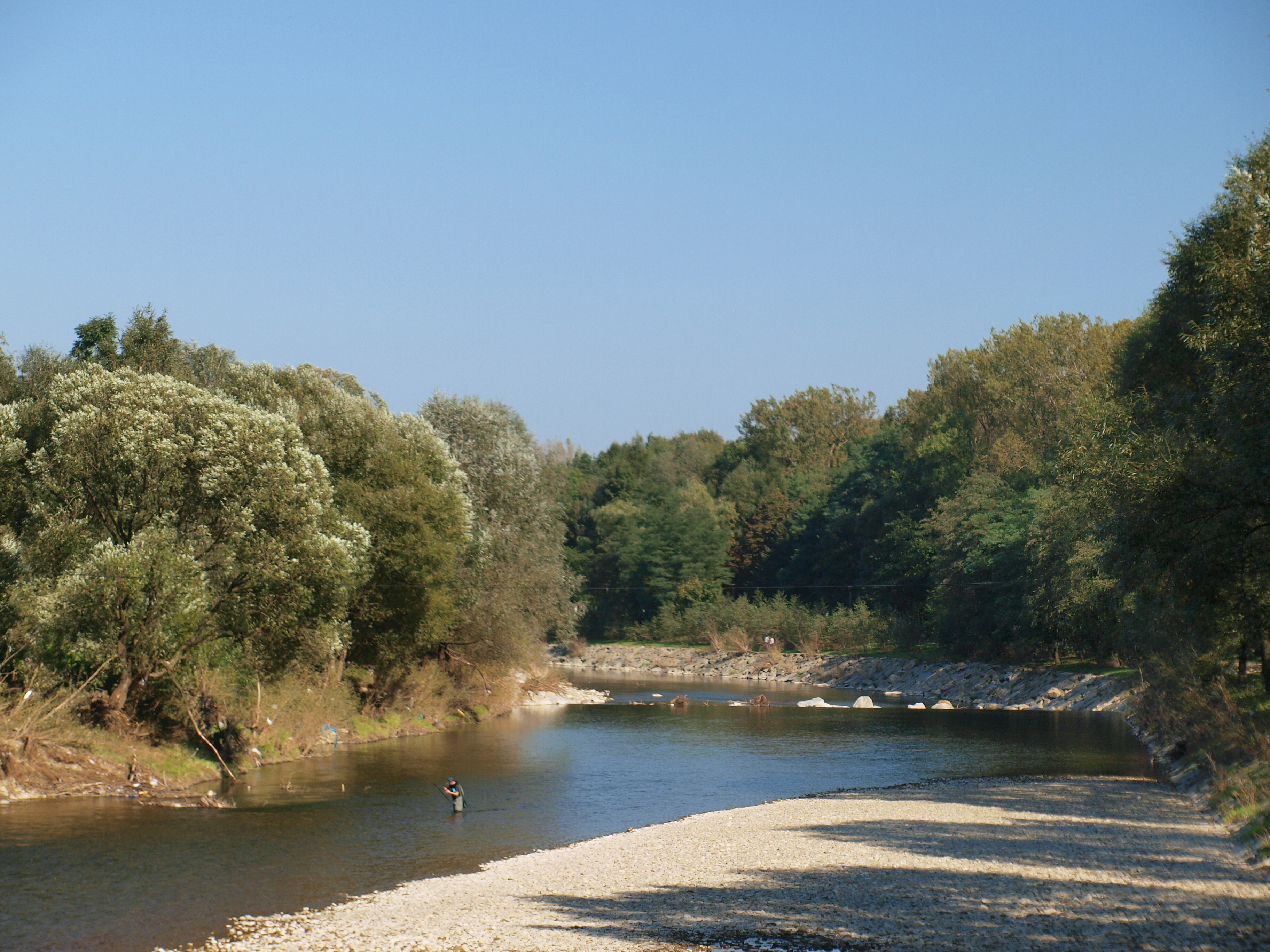
Raba w Myślenicach

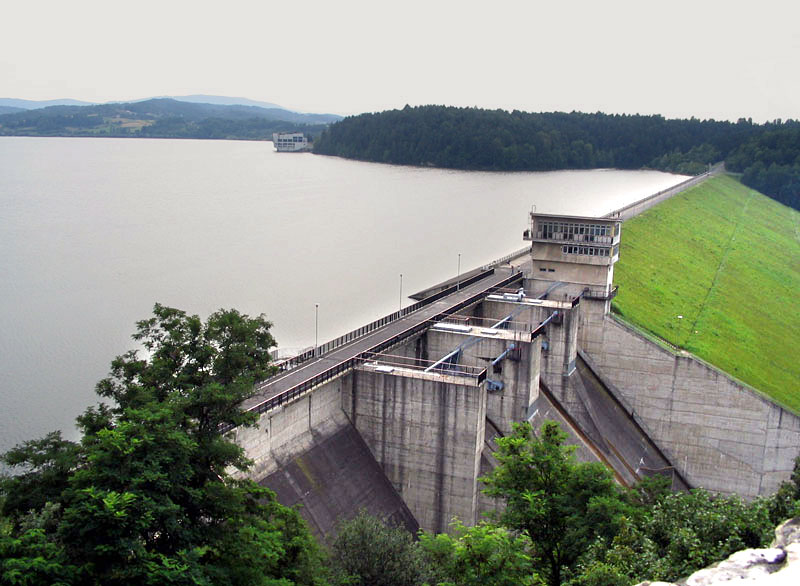
Zbiornik Dobczycki – zapora w Dobczycach

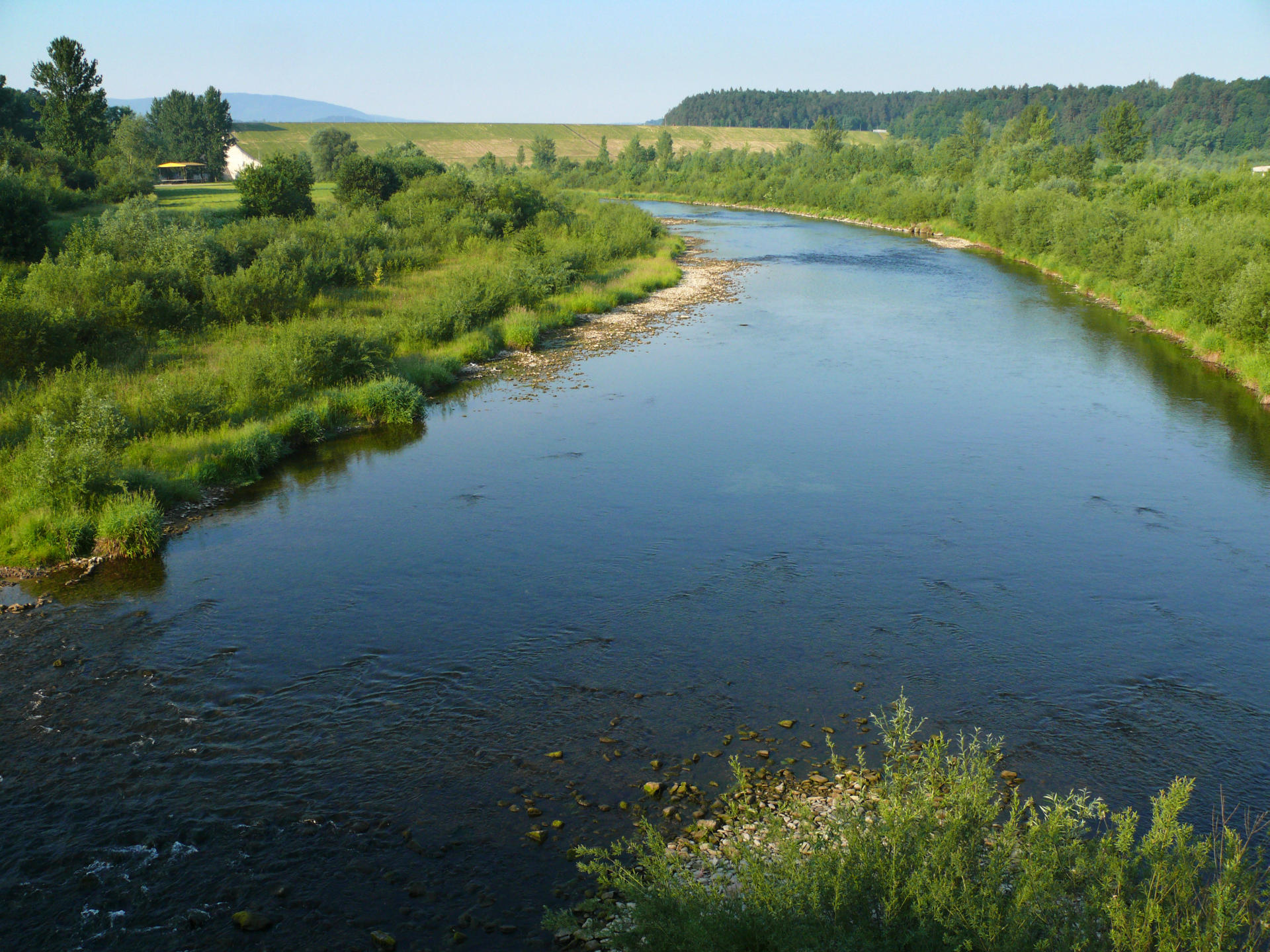
Raba w Dobczycach

Raba – rzeka w południowej Polsce, płynie przez województwo małopolskie, w 86% znajduje się w strefie karpackiej.
Przez wieki dolina Raby stanowiła ważną arterię komunikacyjną, zakładano nad nią wsie, rozwijały się miasta i miasteczka.
Nazwa „Raba” ma prawdopodobnie etymologię celtycką.

## Przebieg
Raba ma źródliska w grzbiecie Obidowej, na zboczach Kułakowego Wierchu. Źródło usytuowane jest na wysokości ok. 774 m n.p.m. Zasilana jest potokami spływającymi spod Żeleźnicy w Beskidzie Orawsko-Podhalańskim oraz Rabskiej Góry. Kończy bieg w Wiśle, w pobliżu Uścia Solnego jako prawobrzeżny dopływ, w 134,7 km jej biegu.
Powierzchnia zlewni przy ujściu do Wisły wynosi 1537,1 km² i ma długość 131,9 km. Średni przepływ roczny zlewni Raby wynosi  m³/s. W zlewni rzeki przeważają użytki rolne, lasy zajmują około 43% powierzchni.
Bieg Raby dzieli się na trzy zasadnicze części:
- bieg górny w obrębie Beskidów o długości 60 km i średnim spadku 8,5‰
- bieg środkowy w obrębie Pogórza, o długości 34 km i średnim spadku 2,3‰
- bieg dolny w obrębie Kotliny Sandomierskiej, o długości 43 km i średnim spadku 0,6‰

Od źródeł do Myślenic jest typowo górską rzeką z kamienistym dnem z gęstą siecią dopływów o dużych spadkach i wąskich dolinach.
Poniżej Zbiornika Dobczyckiego (zapora w Dobczycach) nie traci górskich cech, meandrując wartko po żwirowym podłożu. Bliżej ujścia płynie uregulowanym głębokim korytem, ale i tam trudno o typowo nizinne odcinki.
Wody Raby spływają w wąską dolinę w kierunku północnego wschodu, mijają Sieniawę, Rabę Wyżną, Chabówkę i Rabkę. Tam dno doliny tworzą dwie terasy, zalewowa, wznosząca się ok. 4 m ponad poziom rzeki, która zalewa ją tylko podczas wielkich powodzi, oraz rędzinowa na poziomie 15 m. W pobliżu ujścia Poniczanki i Słonki erozja utworzyła charakterystyczne obniżenie. Poniżej Rabki Raba płynie na północny wschód i przepływa przez kotlinę Mszany Dolnej, gdzie zmienia kierunek na północny zachód, a następnie przepływa między Szczeblem i Lubogoszczem, aby od Lubnia płynąć w kierunku Myślenic wprost na północ.
Zlewnię Raby z powiatu limanowskiego zasila głównie rzeka Mszanka i potok Kasinianka. Do zlewni Raby należy także rzeka Stradomka – największy prawobrzeżny dopływ, odwadniający gminy Jodłownik, Tymbark, Trzciana i północne części gminy Limanowa.
Na odcinku ujściowym, na długości 19 km, Raba nie przyjmuje żadnych dopływów, dorzecze jest tam wyjątkowo wąskie, o średniej szerokości 3 km. W dolnym biegu Raba jest odbiornikiem przede wszystkim ścieków bytowo-gospodarczych i komunalnych z miejscowości położonych w jej zlewni, zanieczyszczeń wprowadzanych do jej wód ze spływami powierzchniowymi, jak również zanieczyszczeń przemysłowych pochodzących z jednostek zlokalizowanych głównie w Bochni. Na tym odcinku wody Raby są ujmowane dla celów komunalnych Bochni oraz socjalnych i przemysłowych przez ZPH Stalprodukt w Bochni.
Raba jest jedną z nielicznych większych rzek polskich Karpat, które nie były wykorzystywane do spławu tratew i żeglugi. Przyczyn takiego stanu rzeczy było kilka. W swej pracy pt. „Rzut oka na północne stoki Karpat” (1877) Wincenty Pol pisał, iż ...ze wszystkich rzék, które Wisła zabiera, są wody Raby najbardziej rwące (...). Po Myślenice jest łoże Raby zaprzątnięte górskiemi jazami (...). Na górnym biegu łomy drzew i kamieni, częste mielizny i zaspy kamieńca, poniżej kręty bieg, częste kolana, przykre zawroty (...) uniemożliwiały spław. Jednocześnie W. Pol zaznaczał też, że Okolica na górnym biegu Raby jest uboga w drzewo, nie spławia się więc takowe tą rzeką (...), ale w okolicy ...Bochni mogłaby być żeglowną, spław i żegluga jednak nie jest na tej rzéce w używaniu.
Przepływa przez:
Beskidy Zachodnie, Pogórze Zachodniobeskidzkie oraz zachodnią część Kotliny Sandomierskiej. Stanowi granicę pomiędzy Beskidem Makowskim a Beskidem Wyspowym (do ujścia Krzczonówki) oraz między Pogórzem Wielickim a Pogórzem Wiśnickim.
Główne dopływy:
Poniczanka, Słonka, Krzyworzeka, Mszanka, Kasinianka, Kaczanka, Krzczonówka, Trzemeśnianka, Stradomka, Babica.
Większe miejscowości:
Bochnia, Myślenice, Dobczyce, Pcim, Rabka-Zdrój, Raba Niżna, Raba Wyżna, Chabówka, Mszana Dolna i Gdów.

## Przyroda
- W wodach Raby występuje rak rzeczny.
- Do lat siedemdziesiątych w starorzeczach Raby między Pcimiem a Lubniem występowały żółwie błotne.